# ماكس روتش
ماكس روتش (بالإنجليزية: Max Roach)‏ (و. 1924 – 2007 م) هو ملحن، وعازف جاز، وأستاذ جامعي، وضابط إيقاع أمريكي، ولد في نيولاند، توفي في نيويورك، عن عمر يناهز 83 عاماً.

## التعليم
تعلم في الكلية الموسيقية في مانهاتن ‏، وجامعة ماساتشوستس في أمهرست.

## جوائز
حصل على جوائز منها:
- جائزة غرامي لإنجاز العمر (2008)
- زمالة ماك آرثر
- جائزة بيرد  [لغات أخرى]‏.

## وصلات خارجية
- ماكس روتش على موقع IMDb (الإنجليزية)
- ماكس روتش على موقع الموسوعة البريطانية (الإنجليزية)
- ماكس روتش على موقع ميوزك برينز (الإنجليزية)
- ماكس روتش على موقع أول موفي (الإنجليزية)
- ماكس روتش على موقع قاعدة بيانات الأفلام السويدية (السويدية)
- ماكس روتش على موقع إن إن دي بي (الإنجليزية)
- ماكس روتش على موقع أول ميوزيك (الإنجليزية)
- ماكس روتش على موقع ديسكوغز (الإنجليزية)
- ماكس روتش على موقع قاعدة بيانات الفيلم (الإنجليزية)
- ماكس روتش على موقع كينوبويسك (الروسية)